# 灰眼雪蟹
灰眼雪蟹（學名：Chionoecetes opilio）是一種雪蟹，产于太平洋北部和大西洋西北部。它與红眼雪蟹極為相似，售賣時通常籠統地稱為“雪蟹”，在加拿大又稱為皇后蟹，在日本又稱“松葉蟹”(島根縣、兵庫縣、鳥取縣)、“北海松葉蟹”(北海道、青森縣、山形縣、新潟縣、富山縣)、“津居山蟹”(兵庫縣)、“柴山蟹”(兵庫縣)、“間人蟹”(京都府)、“舞鶴蟹”(京都府)、“加能蟹”(石川縣)、“楚蟹”、“頭矮蟹”、“津和井蟹”，其中最名貴為福井縣出產之“越前蟹”乃日本皇室貢品，其價格遠高於其他雪蟹，亦只有福井縣出產的雪蟹方可稱為越前蟹，上述名字在日本單指雄蟹，而雌蟹則稱為“香箱蟹”，因為在日本是一種人氣很高的食材，各地實際還存在許多土名。

## 形态

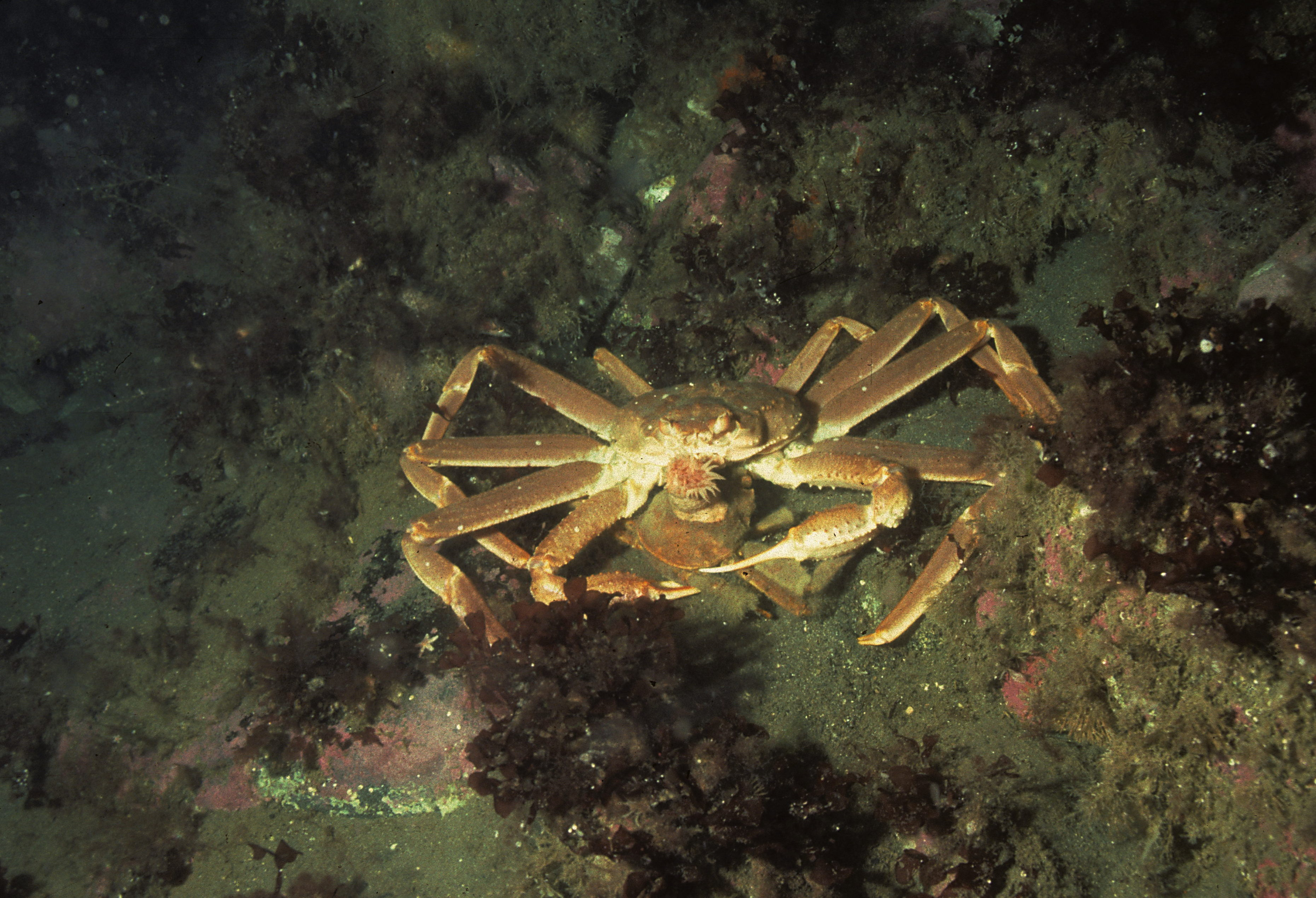
纽芬兰的两只灰眼雪蟹

灰眼雪蟹生长缓慢，雄蟹有至少11个生长阶段，成年体甲壳宽度可16.5 cm（6.5英寸），雌性则为9.5 cm（3.7英寸），而二者的平均宽度则为7 cm（2.8英寸）、5.5 cm（2.2英寸）。捕获的雄蟹一般重0.5—1.35（1.1—3.0磅），雌蟹则为0.5（1.1磅）。

## 捕撈

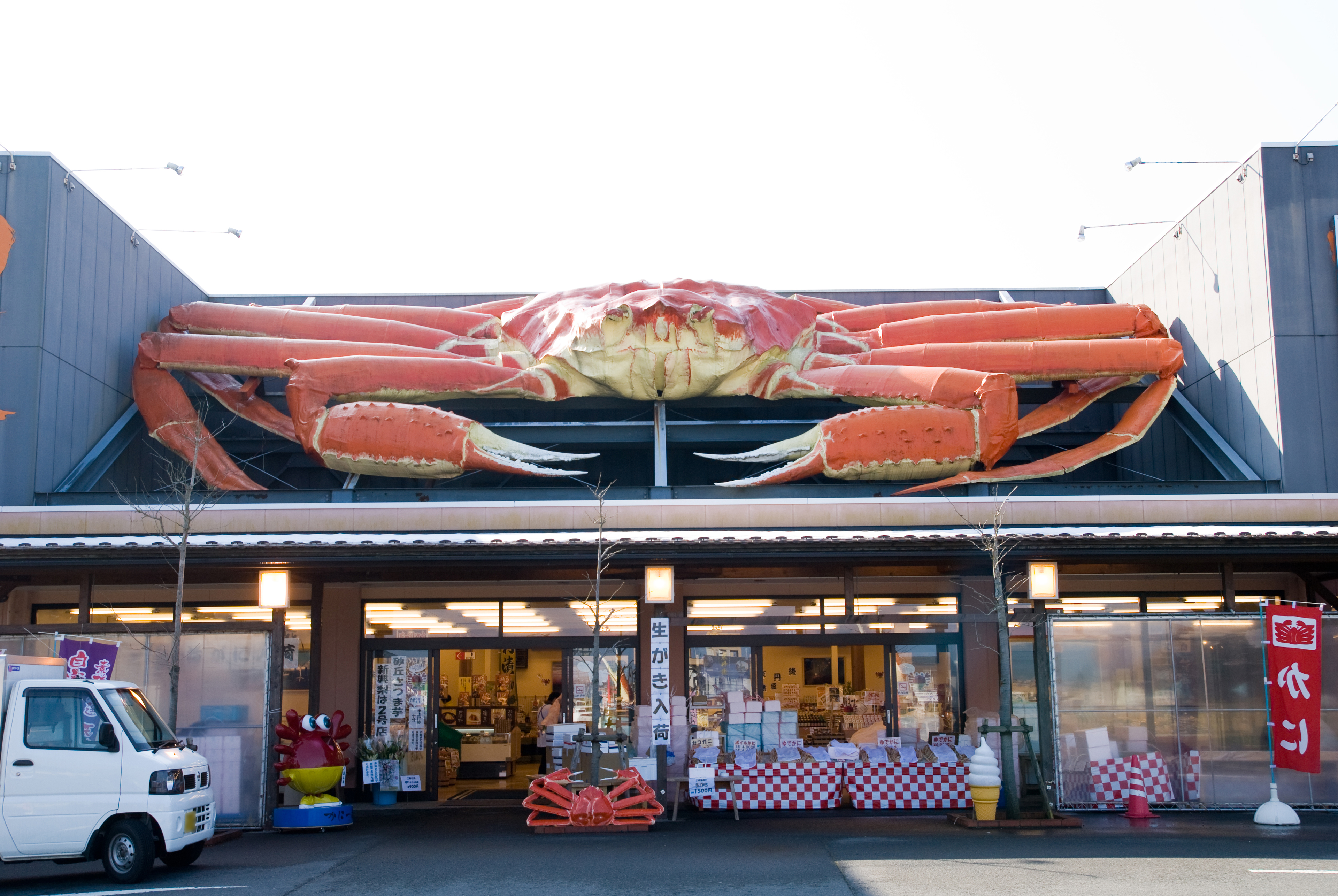
京都府京丹後市久美浜町一家松葉蟹店的標牌

日本設有固定松葉蟹漁期以限制其捕撈、保證物種存續：
- 新潟縣以北海域：雌雄蟹漁期均為10月1日 - 翌年5月31日，且禁止捕撈甲殼寬度不滿90毫米的未成年雌蟹。
- 富山縣以西海域：雌蟹漁期為11月6日 - 翌年1月10日，雄蟹漁期為11月6日 - 翌年3月20日，此外還有禁止捕撈初產雌蟹和剛蛻殼的雄蟹（ミズガニ，若松葉）等其他規定。

漁期以外捕撈到的松葉蟹均應放生，但拖網捕撈混獲的松葉蟹很多在放生之前就已經死亡。

## 扩展阅读
- A. J. Paul (编).  (PDF). University of Alaska Sea Grant College Program. 2000  [2018-10-05]. ISBN 978-1-56612-063-0. （原始内容存档 (PDF)于2019-07-26）.
- . Fisheries and Aquaculture Department. FAO.   [2018-10-05]. （原始内容存档于2020-09-19）.
- Top and Bottom Views of the Opilio, Snow Crab, Chionoecetes opilio （页面存档备份，存于） - Dana Point Fish Company